# Bryobia spinescens
Bryobia spinescens är en spindeldjursart som beskrevs av Meyer 1974. Bryobia spinescens ingår i släktet Bryobia och familjen Tetranychidae. Inga underarter finns listade.